# 齐姜 (邾国)
齐姜，姜姓，春秋时期齐国人，邾国君主邾文公的元妃。
齐姜为邾文公生子貜。前614年（周顷王五年、鲁文公十三年）五月，邾文公去世。邾国立貜为邾定公，第二妃晉姬的儿子捷菑逃亡到晋国。前613年（周顷王六年、鲁庄公十四年、晋灵公八年），晋国的赵盾率领诸侯联军的八百辆战车，要把捷菑送回邾国。邾国人辞谢说：“齐女（齐姜）生的貜且年长。”赵盾说：“说话合于情理而不听从，那就不祥了。”于是率师回军。